# Palash Upazila
Palash Upazila är ett underdistrikt i Bangladesh. Det ligger i den centrala delen av landet, 30 km nordost om huvudstaden Dhaka.
Trakten runt Palash Upazila består till största delen av jordbruksmark. Runt Palash Upazila är det mycket tätbefolkat, med 2 431 invånare per kvadratkilometer.